# Pinta (bicchiere)

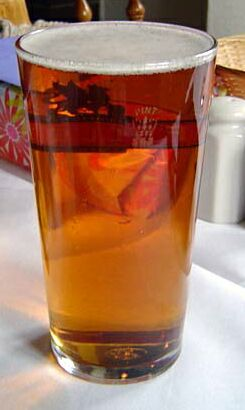
Un bicchiere da pinta conico

Il bicchiere da pinta o più semplicemente la pinta è un tipo di bicchiere da birra utilizzato per contenere specialmente birre ale inglesi o stout irlandesi.
La forma a tronco di cono rovesciato di questi bicchieri e lo slargo subito sotto l'orlo neutralizzano le velleità di schiuma delle bitter ale e valorizzano invece la cream delle birre stout.
Le capienze standard sono di 29 cl per la mezza pinta e 57 cl per la pinta..

## Normativa
Per secoli, fino al 2006, nel Regno Unito sui bicchieri di birra della capacità di una pinta doveva essere obbligatoriamente riportata l'immagine di una Corona di Sant'Edoardo, come dichiarazione del fatto che la capacità del bicchiere era stata accuratamente misurata affinché corrispondesse esattamente ad una pinta. Dal 2006 al 2023, tale obbligo è stato sostituito dalla normativa sulla marcatura CE.

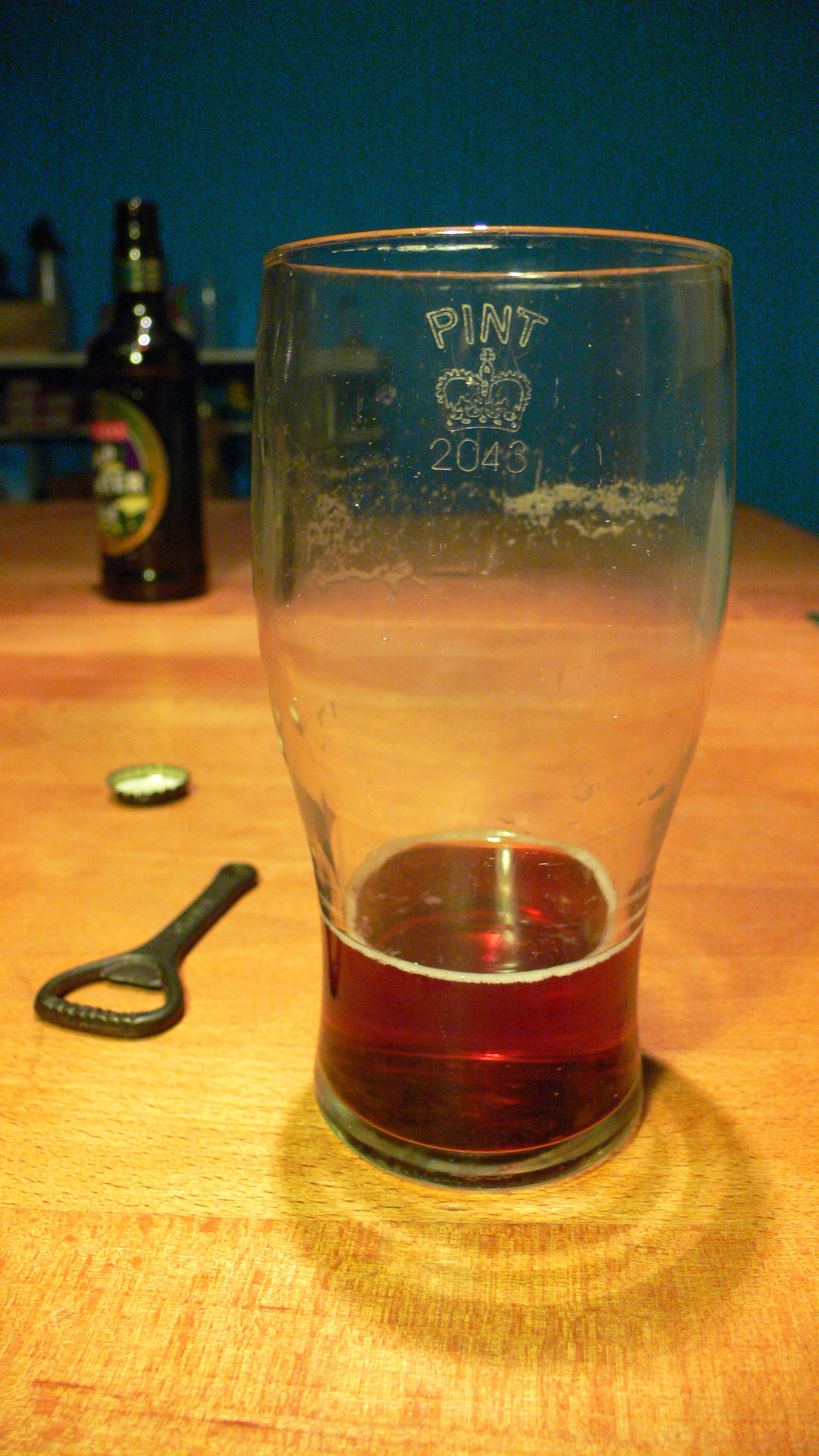
Marchio di conformità della Corona di Sant'Edoardo su un bicchiere di birra da una pinta
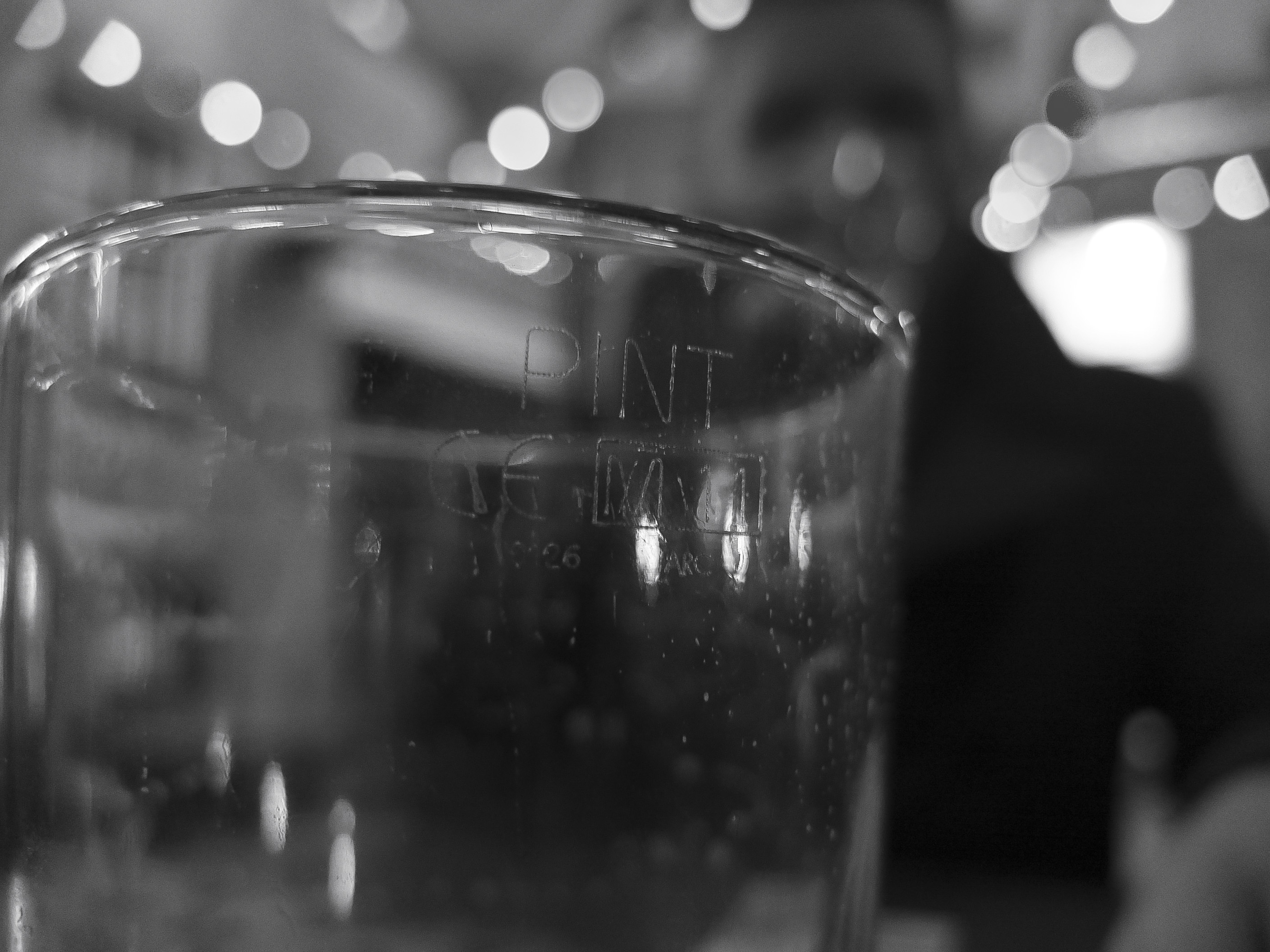
Bicchiere di birra da una pinta con il marchio "CE"